# جسر أم درمان

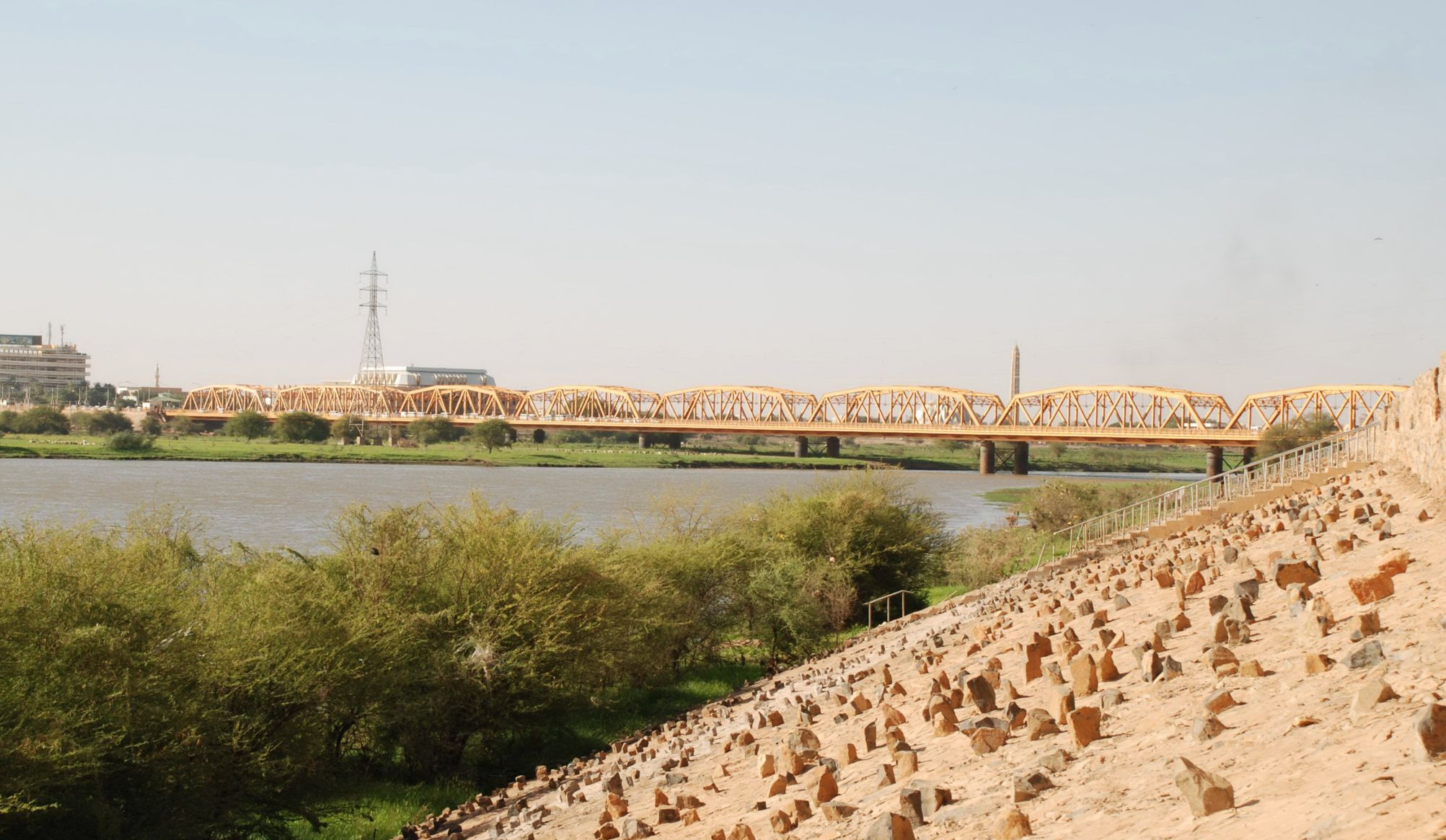

جسر أم درمان أو جسر الحزم الصلب، يقع الجسر في السودان على الطريق الذي يربط الخرطوم بالنيل الأبيض إلى أم درمان.

## التاريخ
تم بناء الجسر بين عام 1924 وعام 1926 من قبل شركة دورمان لونج، يبلغ طول الجسر 613 مترًا، يدعم الجسر سبعة أزواج من الأعمدة المستديرة.